# Cryptopygus parasiticus
Cryptopygus parasiticus är en urinsektsart som först beskrevs av John Tenison Salmon 1943.  Cryptopygus parasiticus ingår i släktet Cryptopygus och familjen Isotomidae. Inga underarter finns listade i Catalogue of Life.